# Brod (dystrykt Brczko)
Brod – wieś w Bośni i Hercegowinie, w dystrykcie Brczko. W 2013 roku liczyła 1286 mieszkańców, z czego większość stanowili Boszniacy.